# Ciclopentanoperhidrofenantrè
El ciclopentanoperhidrofenantrè (també anomenat ciclopentanoperhidrofenantrem, esterà o gonà) és un hidrocarbur policíclic que pot considerar-se un producte de la saturació del fenantrè associat a un anell de ciclopentà. Posseeix 17 àtoms de carboni. D'aquesta base estructural deriven els esteroides (el colesterol i els seus derivats, com la progesterona, l'aldosterona, el cortisol i la testosterona són exemples de compostos que contenen un nucli de ciclopentanoperhidrofenantrè) derivats del fenantrè.
Las substàncies derivades d'aquest nucli mostren grups metil -CH₃, en les posicions 10 i 13 per a integrar els carbonis 18 i 19; generalment existeix una cadena alifàtica en el carboni 17, la longitud d'aquesta cadena i la presència de metils en el carboni 10 i 13 determina les diferents estructures d'aquestes substàncies.
És el grup més nou i en aquest hi ha quatre progestàgens importants: levonorgestrel, desogestrel, gestodè i norgestimat.